# Szojuz–2.1v
A Szojuz–2–1v (oroszul: Союз–2–1в) orosz könnyű, kétfokozatú űrhajózási hordozórakéta, melyet kisméretű űreszközök alacsony Föld körüli pályára állítására terveztek. Korábban Szojuz–1 néven volt ismert. GRAU-kódja: 14A15. Első indítására 2013. december 28-án került sor.
A rakétát a szamarai CSZKB-Progressz vállalat fejlesztette ki a Szojuz–2 rakétacsalád tagjaként. A rakéta a Szojuz–2.1b hordozórakétán alapul, annak fokozatait és technológiáját használták fel. Az első fokozat oldalsó gyorsító blokkjait elhagyták, így annak második fokozata lett a Szojuz–2.1v első fokozata. Ebbe az NK–33–1-es rakétahajtóművet építették be menethajtóműként, ami még a szovjet holdprogram idején az N1 rakétához kifejlesztett NK–33 hajtómű továbbfejlesztett változata, míg kormányhajtóműként a voronyezsi KBHA RD–0110R típusú hajtóművét használják.
A projekt kezdetben nem élvezett egyöntetű támogatást. A már idős NK–33-as hajtóművel végzett fékpadi tesztek azonban jó eredményeket mutattak, a hajtómű teljesítménye kielégítő, üzeme megbízható volt. A tervet végül a kormányzat is jóváhagyta. Az első indítást 2010-re tervezték, de ez folyamatosan csúszott. Az első fokozat hajtóműve 2013-ban azonban még mindig nyitott kérdés. Az NPO Enyergomas 2013 áprilisában közölte, hogy befejeződtek az RD–193-as hajtómű tesztjei. Ez az Angara hordozórakéta RD–191-es hajtóművén alapul, és könnyebb, kisebb, mint az NK–33-as.
A rakétával Bajkonurból 2850 kg-ot lehet 56,8°-os inklinációjú, 200 km magasságú, alacsony Föld körüli pályára állítani, míg Pleszeckből 200 km magasságú, 62,8°-os elhajlású pályára 2800 kg-nyi terhet lesz képes feljuttatni. Bajkonur és Pleszeck mellett tervezik a rakéta indítását a távol-keleti Vosztocsnij űrrepülőtérről is. A rakétához a Volga végfokozatot használják.
A rakéta első elemei már 2010-ben elkészültek. 2013 júniusában az első fokozattal elkezdték a fékpadi próbákat, majd augusztusban a rakéta első példányát Pleszeckbe szállították. A 2013-as MAKSZ-on a CSZKB-Progressz azt közölte, hogy a Szojuz–2.1v első indítását 2013 novemberében vagy decemberében tervezik. Többszöri halasztás után erre 2013. december 28-án került sor. A Volga típusú végfokozattal felszerelt hordozórakétával az Aiszt 1 technológiai műholdat állították pályára. A Volga adaptert két kalibrációs célokat szolgáló, gömb alakú SZKLR–756 berendezéssel is felszerelték.